# NGC 831
NGC 831 est une galaxie spirale (barrée ?) située dans la constellation de la Baleine. NGC 831 a été découverte par l'astronome allemand Albert Marth en 1863.

## Caractéristiques
Sa vitesse par rapport au fond diffus cosmologique est de 6 932 ± 19 km/s, ce qui correspond à une distance de Hubble de 102,2 ± 7,2 Mpc (∼333 millions d'al).
NGC 831 présente une large raie HI.